# Франк (Західна Вірджинія)
Франк (англ. Frank) — переписна місцевість (CDP) в США, в окрузі Покахонтас штату Західна Вірджинія. Населення — 79 осіб (2020).

## Географія
Франк розташований за координатами 38°32′46″ пн. ш. 79°48′29″ зх. д. / 38.54611° пн. ш. 79.80806° зх. д. (38.546169, -79.807932).  За даними Бюро перепису населення США в 2010 році переписна місцевість мала площу 0,99 км², уся площа — суходіл.

## Демографія
Згідно з переписом 2010 року, у переписній місцевості мешкало 90 осіб у 43 домогосподарствах у складі 27 родин. Густота населення становила 91 особа/км².  Було 48 помешкань (48/км²).
Расовий склад населення:
| - 97,8 % — білих - 1,1 % — корінних американців |

До двох чи більше рас належало 1,1 %. Частка іспаномовних становила 0,0 % від усіх жителів.
За віковим діапазоном населення розподілялося таким чином: 18,9 % — особи молодші 18 років, 58,9 % — особи у віці 18—64 років, 22,2 % — особи у віці 65 років та старші. Медіана віку мешканця становила 51,3 року. На 100 осіб жіночої статі у переписній місцевості припадало 104,5 чоловіків;  на 100 жінок у віці від 18 років та старших — 102,8 чоловіків також старших 18 років.
За межею бідності перебувало 53,4 % осіб, у тому числі 60,9 % дітей у віці до 18 років та 0,0 % осіб у віці 65 років та старших.
Цивільне працевлаштоване населення становило 14 особи. Основні галузі зайнятості: освіта, охорона здоров'я та соціальна допомога — 71,4 %.